# Дискография Judas Priest
Дискография хэви-метал-группы Judas Priest. Коллектив продал свыше 50 млн копий своих альбомов по всему миру, включая 12 млн — в США.

## Студийные альбомы
| Год                                                                                      | Детали | Максимальная позиция в чартах | Максимальная позиция в чартах | Максимальная позиция в чартах | Максимальная позиция в чартах | Максимальная позиция в чартах | Максимальная позиция в чартах | Максимальная позиция в чартах | Максимальная позиция в чартах | Максимальная позиция в чартах | Максимальная позиция в чартах | Максимальная позиция в чартах | Максимальная позиция в чартах | Сертификация                               |
| Год                                                                                      | Детали | UK                            | AUT                           | CAN                           | DEN                           | ESP                           | FIN                           | FRA                           | GER                           | NOR                           | SWE                           | SWI                           | US                            | Сертификация                               |
| ---------------------------------------------------------------------------------------- | --- | ----------------------------- | ----------------------------- | ----------------------------- | ----------------------------- | ----------------------------- | ----------------------------- | ----------------------------- | ----------------------------- | ----------------------------- | ----------------------------- | ----------------------------- | ----------------------------- | ------------------------------------------ |
| 1974                                                                                     | Rocka Rolla - Выпущен: 6 сентября 1974 - Лейбл: Gull (#1005) - Формат: CD, cassette, LP                         | —                             | —                             | —                             | —                             | —                             | —                             | —                             | —                             | —                             | —                             | —                             | —                             |                                            |
| 1976                                                                                     | Sad Wings of Destiny - Выпущен: 23 марта 1976 - Лейбл: Gull (#1015) - Формат: CD, cassette, LP, Stereo 8        | —                             | —                             | —                             | —                             | —                             | —                             | —                             | —                             | —                             | —                             | —                             | —                             |                                            |
| 1977                                                                                     | Sin After Sin - Выпущен: 23 апреля 1977 - Лейбл: Columbia (#32005) - Формат: CD, cassette, LP, Stereo 8         | 23                            | —                             | —                             | —                             | —                             | —                             | —                             | —                             | —                             | 49                            | —                             | —                             | US: Золотой                                |
| 1978                                                                                     | Stained Class - Выпущен: 10 февраля 1978 - Лейбл: Columbia (#82430) - Формат: CD, cassette, LP                  | 27                            | —                             | —                             | —                             | —                             | —                             | —                             | —                             | —                             | —                             | —                             | 173                           | US: Золотой                                |
| 1978                                                                                     | Killing Machine - Выпущен: 9 октября 1978 - Лейбл: Columbia (#83135) - Формат: CD, cassette, LP, Stereo 8       | 32                            | —                             | —                             | —                             | —                             | —                             | —                             | —                             | —                             | —                             | —                             | 128                           | US: Золотой                                |
| 1980                                                                                     | British Steel - Выпущен: 14 апреля 1980 - Лейбл: Columbia (#84160) - Формат: CD, cassette, LP                   | 4                             | —                             | 45                            | —                             | —                             | —                             | —                             | —                             | —                             | 20                            | —                             | 34                            | UK: Серебряный US: Платиновый CAN: Золотой |
| 1981                                                                                     | Point of Entry - Выпущен: 26 февраля 1981 - Лейбл: Columbia (#84834) - Формат: CD, cassette, LP, Stereo 8       | 14                            | —                             | 42                            | —                             | —                             | —                             | —                             | 19                            | 32                            | 14                            | —                             | 39                            | UK: Серебряный US: Золотой                 |
| 1982                                                                                     | Screaming for Vengeance - Выпущен: 17 июля 1982 - Лейбл: Columbia (#85941) - Формат: CD, cassette, LP, Stereo 8 | 11                            | —                             | 17                            | —                             | —                             | —                             | —                             | 23                            | 26                            | 12                            | —                             | 17                            | US: 2× Платиновый CAN: Платиновый          |
| 1984                                                                                     | Defenders of the Faith - Выпущен: 4 января 1984 - Лейбл: Columbia (#25713) - Формат: CD, cassette, LP           | 19                            | —                             | 17                            | —                             | —                             | —                             | —                             | 21                            | 17                            | 2                             | 12                            | 18                            | US: Платиновый CAN: Платиновый             |
| 1986                                                                                     | Turbo - Выпущен: 15 апреля 1986 - Лейбл: Columbia (#26641) - Формат: CD, cassette, LP                           | 33                            | —                             | 37                            | —                             | —                             | —                             | —                             | 28                            | 13                            | 10                            | 26                            | 17                            | US: Платиновый CAN: Платиновый             |
| 1988                                                                                     | Ram It Down - Выпущен: 17 мая 1988 - Лейбл: Columbia (#44244) - Формат: CD, cassette, LP                        | 24                            | 14                            | 30                            | —                             | —                             | —                             | —                             | 9                             | 5                             | 5                             | 8                             | 31                            | US: Золотой CAN: Золотой                   |
| 1990                                                                                     | Painkiller - Выпущен: 3 сентября 1990 - Лейбл: Columbia (#46891) - Формат: CD, cassette, LP                     | 26                            | 22                            | 29                            | —                             | —                             | —                             | —                             | 7                             | 19                            | 19                            | 14                            | 26                            | US: Золотой CAN: Золотой                   |
| 1997                                                                                     | Jugulator - Выпущен: 28 октября 1997 - Лейбл: CMC International (#86224) - Формат: CD, cassette, LP             | —                             | 34                            | 87                            | —                             | —                             | 24                            | —                             | 9                             | —                             | 33                            | 43                            | 82                            |                                            |
| 2001                                                                                     | Demolition - Выпущен: 31 июля 2001 - Лейбл: Atlantic (#83480) - Формат: CD, cassette, LP                        | —                             | 72                            | —                             | —                             | —                             | —                             | 72                            | 16                            | —                             | 72                            | 55                            | 165                           |                                            |
| 2005                                                                                     | Angel of Retribution - Выпущен: 28 февраля 2005 - Лейбл: Epic (#92933) - Формат: CD, DualDisc, LP               | 39                            | 10                            | 12                            | 19                            | 6                             | 6                             | 43                            | 5                             | 6                             | 3                             | 19                            | 13                            |                                            |
| 2008                                                                                     | Nostradamus - Выпущен: 17 июня 2008 - Лейбл: Epic - Формат: CD, LP                                              | 30                            | 13                            | 9                             | 17                            | 26                            | 3                             | 38                            | 5                             | 12                            | 5                             | 12                            | 11                            |                                            |
| 2014                                                                                     | Redeemer of Souls - Выпущен: 15 июля 2014 - Лейбл: Epic                                                         | 12                            | 6                             | 5                             | 9                             | 9                             | 1                             | 22                            | 3                             | 3                             | 5                             | 6                             | 6                             |                                            |
| 2018                                                                                     | Firepower - Выпущен: 9 марта 2018 - Лейбл: Epic                                                                 | 5                             | 2                             | 3                             | 19                            | 6                             | 2                             | 30                            | 2                             | 5                             | 1                             | 3                             | 5                             |                                            |
| 2024                                                                                     | Invincible Shield - Планируемая дата релиза: 8 марта 2024 - Лейбл: Epic                                         | 2                             | 1                             | 16                            | 15                            | 3                             | 1                             | 5                             | 1                             | 14                            | 1                             | 1                             | 18                            |                                            |
| Прочерк «—» говорит о том, что альбом не попал в чарты или не был выпущен в этой стране. | |                               |                               |                               |                               |                               |                               |                               |                               |                               |                               |                               |                               |                                            |

## Концертные альбомы
| Год  | Детали                                                                                                 | Максимальная позиция в чартах | Максимальная позиция в чартах | Максимальная позиция в чартах | Максимальная позиция в чартах | Максимальная позиция в чартах | Максимальная позиция в чартах | Максимальная позиция в чартах | Максимальная позиция в чартах | Сертификация             |
| Год  | Детали                                                                                                 | UK                            | AUT                           | CAN                           | GER                           | NOR                           | SWE                           | SWI                           | US                            | Сертификация             |
| ---- | --- | ----------------------------- | ----------------------------- | ----------------------------- | ----------------------------- | ----------------------------- | ----------------------------- | ----------------------------- | ----------------------------- | ------------------------ |
| 1979 | Unleashed in the East - Выпущен: октябрь 1979 - Лейбл: Columbia Records - Формат: CD, CS, LP, Stereo 8 | 10                            | —                             | 73                            | —                             | —                             | —                             | —                             | 70                            | US: Платиновый           |
| 1987 | Priest...Live! - Выпущен: 21 июня 1987 - Лейбл: Columbia Records - Формат: CD, CS, LP                  | 47                            | 22                            | 39                            | 23                            | 16                            | 19                            | 18                            | 38                            | US: Золотой CAN: Золотой |
| 1998 | '98 Live Meltdown - Выпущен: 29 сентября 1998 - Лейбл: SPV GmbH - Формат: CD, CS, LP                   | —                             | —                             | —                             | 63                            | —                             | —                             | —                             | —                             |                          |
| 2003 | Live in London - Выпущен: 8 апреля 2003 - Лейбл: SPV - Формат: CD, LP                                  | —                             | —                             | —                             | 54                            | —                             | —                             | —                             | —                             |                          |
| 2009 | A Touch of Evil: Live - Выпущен: 14 июля 2009 - Лейбл: Sony - Формат: CD                               | —                             | —                             | —                             | —                             | —                             | —                             | —                             | 87                            |                          |
| 2010 | British Steel: 30th Anniversary Live - Выпущен: 10 мая 2010 - Лейбл: Sony - Формат: CD                 | —                             | —                             | —                             | -                             | —                             | —                             | —                             | —                             |                          |

## Сборники
| Год  | Детали | Максимальная позиция в чартах | Максимальная позиция в чартах | Максимальная позиция в чартах | Максимальная позиция в чартах | Максимальная позиция в чартах | Максимальная позиция в чартах |
| Год  | Детали | UK                            | FIN                           | GER                           | SWE                           | SWI                           | US                            |
| ---- | --- | ----------------------------- | ----------------------------- | ----------------------------- | ----------------------------- | ----------------------------- | ----------------------------- |
| 1993 | Metal Works ’73–’93 - Выпущен: 18 мая 1993 - Лейбл: Sony Records - Формат: CD, CS, LP                                    | 37                            | —                             | 50                            | —                             | 40                            | 155                           |
| 1997 | The Best of Judas Priest: Living After Midnight - Выпущен: 3 февраля 1998 - Лейбл: Columbia Records - Формат: CD, CS, LP | —                             | —                             | —                             | —                             | —                             | —                             |
| 2004 | Metalogy - Выпущен: 11 мая 2004 - Лейбл: Columbia Records - Формат: CD, LP                                               | —                             | —                             | —                             | —                             | —                             | —                             |
| 2006 | The Essential Judas Priest - Выпущен: 11 апреля 2006 - Лейбл: Columbia Records - Формат: CD, CS, LP                      | —                             | 21                            | —                             | 23                            | —                             | —                             |

## Синглы
| Год  | Название                          | Максимальная позиция в чартах | Максимальная позиция в чартах | Максимальная позиция в чартах | Максимальная позиция в чартах | Альбом                  |
| Год  | Название                          | UK                            | CAN                           | US                            | US Main                       | Альбом                  |
| ---- | --------------------------------- | ----------------------------- | ----------------------------- | ----------------------------- | ----------------------------- | ----------------------- |
| 1974 | «Rocka Rolla»                     | —                             | —                             | —                             | —                             | Rocka Rolla             |
| 1976 | «The Ripper»                      | —                             | —                             | —                             | —                             | Sad Wings of Destiny    |
| 1977 | «Diamonds & Rust»                 | —                             | —                             | —                             | —                             | Sin After Sin           |
| 1978 | «Better by You, Better Than Me»   | —                             | —                             | —                             | —                             | Stained Class           |
| 1978 | «Evening Star»                    | 53                            | —                             | —                             | —                             | Killing Machine         |
| 1979 | «Take on the World»               | 14                            | —                             | —                             | —                             | Killing Machine         |
| 1979 | «Rock Forever»                    | —                             | —                             | —                             | —                             | Killing Machine         |
| 1980 | «Living After Midnight»           | 12                            | —                             | —                             | —                             | British Steel           |
| 1980 | «Breaking the Law»                | 12                            | —                             | —                             | —                             | British Steel           |
| 1980 | «United»                          | 26                            | —                             | —                             | —                             | British Steel           |
| 1981 | «Don’t Go»                        | 51                            | —                             | —                             | —                             | Point of Entry          |
| 1981 | «Heading Out to the Highway»      | —                             | —                             | —                             | 10                            | Point of Entry          |
| 1981 | «Hot Rockin'»                     | 60                            | —                             | —                             | —                             | Point of Entry          |
| 1982 | «You've Got Another Thing Comin'» | 66                            | —                             | 67                            | 4                             | Screaming for Vengeance |
| 1982 | «(Take These) Chains»             | —                             | —                             | —                             | —                             | Screaming for Vengeance |
| 1982 | «Electric Eye»                    | —                             | —                             | —                             | 38                            | Screaming for Vengeance |
| 1983 | «Freewheel Burning»               | 42                            | —                             | —                             | —                             | Defenders of the Faith  |
| 1984 | «Love Bites»                      | —                             | —                             | —                             | —                             | Defenders of the Faith  |
| 1984 | «Some Heads Are Gonna Roll»       | —                             | —                             | —                             | —                             | Defenders of the Faith  |
| 1986 | «Turbo Lover»                     | —                             | 50                            | —                             | —                             | Turbo                   |
| 1986 | «Locked In»                       | —                             | —                             | —                             | 25                            | Turbo                   |
| 1986 | «Parental Guidance»               | —                             | —                             | —                             | —                             | Turbo                   |
| 1988 | «Johnny B. Goode»                 | 64                            | —                             | —                             | —                             | Ram it Down             |
| 1990 | «Painkiller»                      | 74                            | —                             | —                             | —                             | Painkiller              |
| 1991 | «A Touch of Evil»                 | 58                            | —                             | —                             | 29                            | Painkiller              |
| 1992 | «Night Crawler»                   | 63                            | —                             | —                             | —                             | Painkiller              |
| 1997 | «Burn in Hell»                    | —                             | —                             | —                             | —                             | Jugulator               |
| 2001 | «Machine Man»                     | —                             | —                             | —                             | —                             | Demolition              |
| 2005 | «Revolution»                      | —                             | —                             | —                             | 23                            | Angel of Retribution    |
| 2008 | «War»                             | —                             | —                             | —                             | —                             | Nostradamus             |
| 2014 | «Redeemer of Souls»               | —                             | —                             | —                             | —                             | Redeemer of Souls       |
| 2018 | «Lightning Strike»                | —                             | —                             | —                             | 24                            | Firepower               |

## Видео
| Год  | Детали                                                                                   | Сертификация   |
| ---- | ---------------------------------------------------------------------------------------- | -------------- |
| 1983 | Judas Priest Live - Лейбл: CMV - Формат: VHS                                             |                |
| 1986 | Fuel for Life - Лейбл: Columbia Records - Формат: VHS                                    | US: Золотой    |
| 1987 | Priest…Live! - Выпущен: 21 июня 2001 - Лейбл: Columbia Records - Формат: VHS             | US: Золотой    |
| 1993 | Metal Works ’73-’93 - Выпущен: 25 мая 1993 - Лейбл: Sony (#49885) - Формат: VHS          |                |
| 2001 | British Steel - Выпущен: 6 ноября 2001 - Лейбл: Eagle Vision (#9002) - Формат: DVD, VHS  |                |
| 2002 | Live in London - Выпущен: 23 июля 2002 - Лейбл: Steamhammer (#7426) - Формат: DVD, VHS   |                |
| 2003 | Electric Eye - Выпущен: 24 ноября 2003 - Лейбл: Sony (#51411) - Формат: DVD              | US: Платиновый |
| 2005 | Rising in the East - Выпущен: 8 ноября 2005 - Лейбл: Rhino Home Video - Формат: VHS, DVD | US: Золотой    |
| 2006 | Live Vengeance '82 - Выпущен: декабрь 2006 - Лейбл: Sony - Формат: DVD                   |                |

## Видеография
| Год  | Название                          | Режиссёр      |
| ---- | --------------------------------- | ------------- |
| 1980 | «Living After Midnight»           | Julien Temple |
| 1980 | «Breaking the Law»                | Julien Temple |
| 1981 | «Don’t Go»                        | Julien Temple |
| 1981 | «Heading Out to the Highway»      | Julien Temple |
| 1981 | «Hot Rockin'»                     | Julien Temple |
| 1982 | «You’ve Got Another Thing Comin'» | Julien Temple |
| 1984 | «Freewheel Burning»               | Julien Temple |
| 1984 | «Love Bites»                      |               |
| 1986 | «Turbo Lover»                     | Wayne Isham   |
| 1986 | «Locked In»                       | Wayne Isham   |
| 1988 | «Johnny B. Goode»                 | Wayne Isham   |
| 1990 | «Painkiller»                      | Wayne Isham   |
| 1990 | «A Touch of Evil»                 | Wayne Isham   |
| 1997 | «Burn in Hell»                    |               |
| 2001 | «Lost and Found»                  | Aubrey Powell |
| 2005 | «Revolution»                      |               |
| 2008 | «War»                             | Tony Luke     |